# 双墩站 (武汉市)
双墩站位于中华人民共和国湖北省武汉市硚口区，是武汉地铁3号线的地铁车站。

## 车站结构
本站位于武汉市硚口区汉西路与建设大道路口，呈东西向布置。车站为地下两层岛式车站，车站总长206m，共设4个出入口和2组风亭。车站原设有双停车线以应对武漢商務區站和宗关站的大量换乘客流，但是由于空军大院拆迁问题取消。

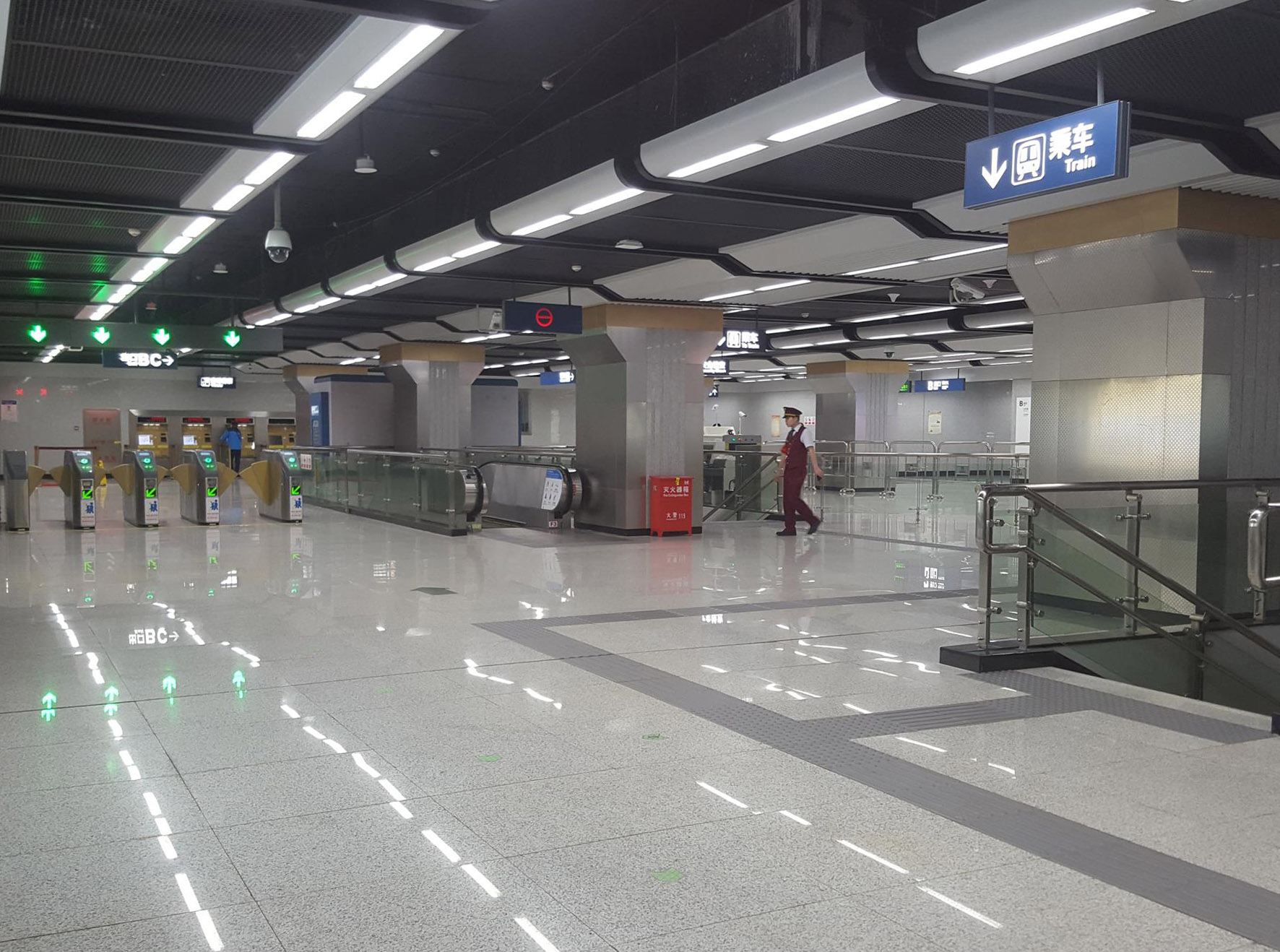
站廳層

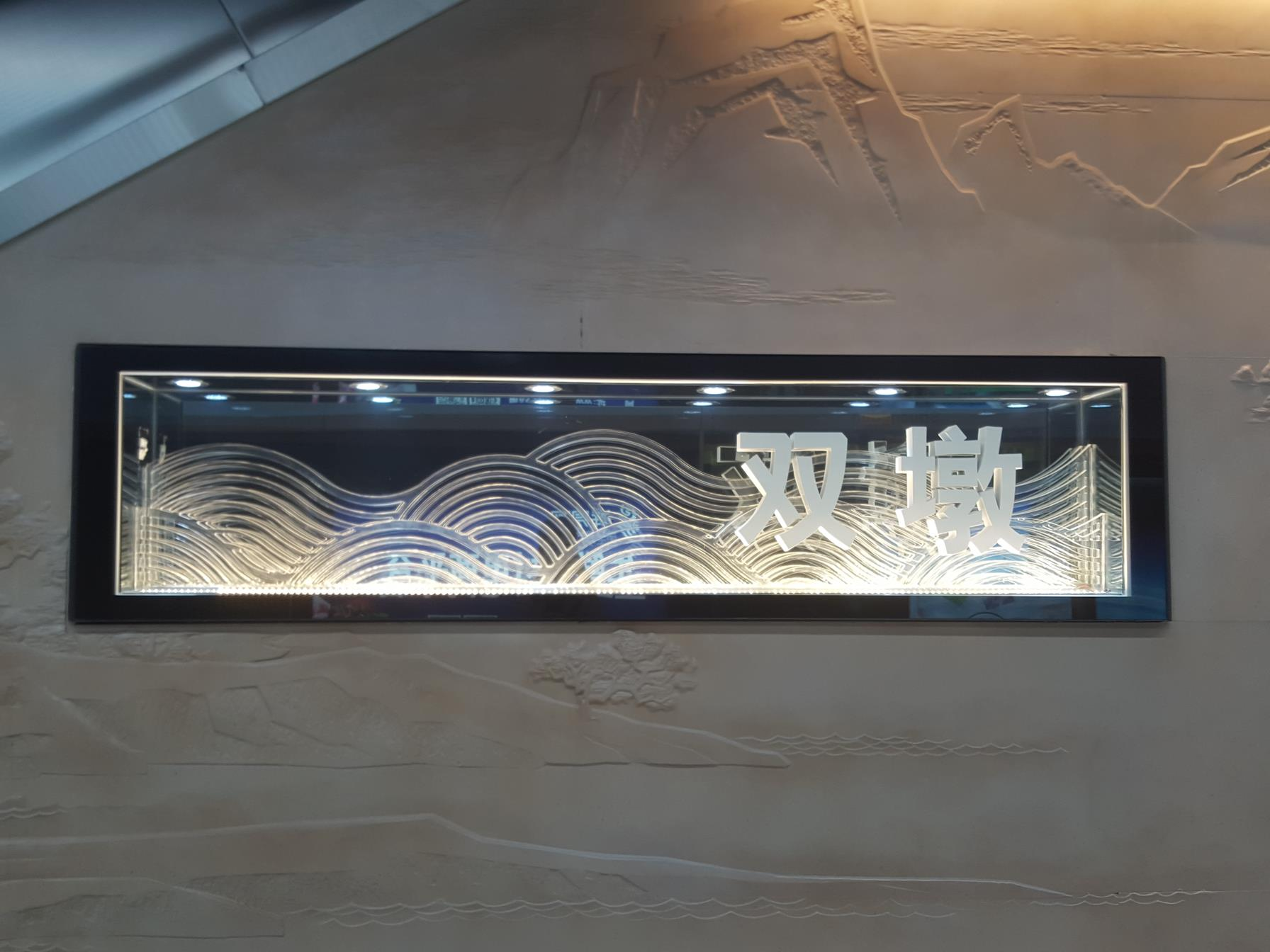
立體站名

### 楼层分布
| 地面     | 地面               | 出入口                                         |  |  |
| 地下一层 | 站厅               | 售票机、客服中心、车站商圈、武漢通充值、洗手間 |  |  |
| 地下二层 |                    | █ 3号线 往沌阳大道（宗关）                     |  |  |
|          | 岛式站台，左侧开门 |                                                |  |  |
|          |                    | █ 3号线 往宏图大道（武汉商务区）               |  |  |

### 車站出口
|                                                 |      |                                       |
| 出口編號                                        | 設施 | 建議前往的目的地                      |
| A                                               |      | 建設大道 漢西路、太平洋北路、後街小區 |
| B                                               |      | 漢西路 漢西側路                       |
| C                                               |      | 建設大道                              |
| E                                               |      | 漢西路 建設大道                       |
| 注： 設有升降機 \| 設有輪椅升降台 \| 設有洗手間 |      |                                       |

## 邻近地区
武汉市交通管理局双墩车辆管理所、海军工程大学、湘商大厦、CBD楚世家等。

### 内部链接
- 武汉地铁车站列表